# Urme în ocean
Urme în ocean (titlul original: în rusă След в океане, transliterat: Sled v okeane) este un film sovietic de spionaj, realizat în 1965 de regizorul Oleg Nikolaevski, protagoniști fiind actorii Ada Șeremeteva, Iuri Dedovici, Evgheni Vesnik, Daniil Netrebin.

## Rezumat
Un om de știință sovietic a dezvoltat un nou echipament de scufundări, care este testat de cei mai buni scafandri de pe o navă de război a Flotei de Nord. La rândul lor, agențiile de informații occidentale sunt interesate de performanțele invenției și de documentația tehnică aferentă. Pentru a le obține, au trimis spion...

## Distribuție
- Ada Șeremetieva – Liudmila Skuratova
- Iuri Dedovici – Viktor Pavlovici Kondratev
- Evgheni Vesnik – Ivan Prokofevici Elțov, navigator
- Daniil Netrebin – Pavel Kuzmici Nikonov, paznic de far
- Pavel Mahotin – Igor Velogurov, căpitan de rangul doi
- Igor Sretenski – Evgheni Ivanovici, inventator
- Gennadi Nilov – Valeri Andreevici Kușlia, medicul
- Viktor Uralski – Maksim Zemnov, miciman
- Vladimir Protasenko – Stepan Rudko, subofițer
- Uldis Vazdiks – Gunar Kalnînș, subofițer
- Valeri Veliciko – Vladimir Davîdîcev, cadet
- Mihail Orlov – agentul de informații externe, scafandru
- Nikolai Savițki – grănicerul
- Pavel Rodde – Ivan Osipovici, căpitanul navei cu care au sosit Skuratova și Elțov

## Lansare
A fost lansat în anul 1965 și a avut parte de mare succes comercial, fiind vizionat de 25,9 milioane de spectatori în cinematografele din Uniunea Sovietică.